# 47 HEROINES
『47 HEROINES』（フォーティーセブンヒロインズ）は、YUNUO GAMESより2019年1月にリリースされたスマートフォン向けシミュレーションゲームロールプレイングゲーム。2023年1月13日サービス終了。

## 概要
47名のイラストレーターが描く47人のヒロインたちが、それぞれの理由を胸に“悪魔”と戦う本格3DシミュレーションRPGで、YUNUO GAMESの第1弾タイトルでもある。2018年11月にはティザームービーも公開され、2019年2月にはプロモーションムービーも公開された。

## 悪魔に苦しめられる6つのエリア
北日本エリア
ヒロインは柳野 彩華（ホッカイドウ）、弘前 六花（アオモリ）、不来方 葉月（イワテ）、青葉 ニコ（ミヤギ/リーダー）、葛根 穂華（アキタ）、吉字 へきる（ヤマガタ）、若松 舎人（フクシマ）
関東エリア
ヒロインは水府 千佳（イバラキ）、足利 凜々香（トチギ）、箕輪 絹依（グンマ）、河越 留美（サイタマ）、佐倉 乙女（チバ）、江戸 若葉（トウキョウ/リーダー）、小峰 神楽（カナガワ）。
中部エリア
ヒロインは菖蒲 曜子（ニイガタ）、高岡 多恵（トヤマ）、七尾 玲虹（イシカワ）、一乗谷 空（フクイ）、武田 廿楽（ヤマナシ）、海津 寧々（ナガノ）、井口 夏美（ギフ）、雲霧 蕾佳（シズオカ）、蓬左 睦実（アイチ/リーダー）。
近畿エリア
ヒロインは白鳳 うずめ（ミエ）、安土 閾（シガ）、二条 乃愛（キョウト）、千早 音葉（オオサカ/リーダー）、加里屋 久美子（ヒョウゴ）、鷹取 八重（ナラ）、虎伏 真央（ワカヤマ）。
中四国エリア
ヒロインは久松 慶（トットリ）、石蕗 文（シマネ/リーダー）、高梁 超（オカヤマ）、在間 恵理（ヒロシマ）、指月 天理（ヤマグチ）、渭山 明（トクシマ）、玉藻 小百合（カガワ）、大洲 紀子（エヒメ）、鷹 勇希（コウチ）。
南日本エリア
ヒロインは大野 芽衣（フクオカ）、佐嘉 未央（サガ）、高来 静香（ナガサキ/リーダー）、繊月 燕朱（クマモト）、府内 尋（オオイタ）、飫肥 萌（ミヤザキ）、鶴丸 芹菜（カゴシマ）、今帰仁 スセリ（オキナワ）。

## 登場人物

### 47人（ヒロイン）
誕生日の頂は、本ヒロインの担当声優が同じになっていたが、年齢も対象的に異なっている。

#### 北日本エリア
柳野 彩華（やなぎの いろは）
声 - 竹達彩奈
ホッカイドウ担当。年齢は13歳。誕生日は6月23日。身長は145cm。イラストレーターは木場智士。
弘前 六花（ひろさき ろっか）
声 - 安野希世乃
アオモリ担当。年齢は17歳。誕生日は7月9日。身長は160cm。イラストレーターは凪白みと。
不来方 葉月（こずかたはづき）
声 - Lynn
イワテ担当。年齢は16歳。誕生日は6月1日。身長は155cm。イラストレーターはU10。
青葉 ニコ（あおば にこ）
声 - 井口裕香
ミヤギ担当。年齢は14歳。誕生日は7月11日。身長は147cm。イラストレーターはマニャ子。
葛根 穂華（くずね ほのか）
声 - 立花理香
アキタ担当。年齢は17歳。誕生日は2月27日。身長は159cm。イラストレーターは円居雄一郎。
吉字 へきる（きちじ へきる）
声 - 上間江望
ヤマガタ担当。年齢は19歳。誕生日は10月2日。身長は167cm。イラストレーターは南方純。
若松 舎人（わかまつ とねり）
声 - 内田彩
フクシマ担当。年齢は17歳。誕生日は7月23日。身長は167cm。イラストレーターは箸井地図。

#### 関東エリア
水府 千佳（すいふ ちか）
声 - 茜屋日海夏
イバラキ担当。年齢は14歳。誕生日は7月16日。身長は152cm。イラストレーターは竹花ノート。
足利 凜々香（あしかが りりか）
声 - 小倉唯
トチギ担当。年齢は15歳。誕生日は8月15日。身長は145cm。イラストレーターはるろお。
箕輪 絹依（みのわ ぬい）
声 - 小林ゆう
グンマ担当。年齢は20歳。誕生日は2月5日。身長は169cm。イラストレーターは森沢晴行。
河越 留美（かわごえ るみ）
声 - 堀江由衣
サイタマ担当。年齢は16歳。誕生日は9月20日。身長は154cm。イラストレーターは籠目。
佐倉 乙女（さくら をとめ）
声 - 藤田茜
チバ担当。年齢は17歳。誕生日は1月26日。身長は161cm。イラストレーターは文倉十。
江戸 若葉（えど わかば）
声 - 早見沙織
トウキョウ担当。年齢は18歳。誕生日は5月29日。身長は163cm。イラストレーターは生煮え。
小峰 神楽（こみね かぐら）
声 - 黒沢ともよ
カナガワ担当。年齢は18歳。誕生日は4月10日。身長は156cm。イラストレーターはモフ。

#### 中部エリア
菖蒲 曜子（あやめ ようこ）
声 - 悠木碧
ニイガタ担当。年齢は16歳。誕生日は3月27日。身長は156cm。イラストレーターは茉崎ミユキ。
高岡 多恵（たかおか たえ）
声 - 下地紫野
トヤマ担当。年齢は13歳。誕生日は6月4日。身長は147cm。イラストレーターはポップキュン。
七尾 玲虹（ななお れに）
声 - 本渡楓
イシカワ担当。年齢は13歳。誕生日は3月6日。身長は141cm。イラストレーターはみけおう。
一乗谷 空（いちじょうだに そら）
声 - 津田美波
フクイ担当。年齢は14歳。誕生日は6月8日。身長は145cm。イラストレーターはきんぎん。
武田 廿楽（たけだ つづら）
声 - 阿澄佳奈
ヤマナシ担当。年齢は16歳。誕生日は8月12日。身長は154cm。イラストレーターはさいとうなおき。
海津 寧々（かいづ ねね）
声 - 上田麗奈
ナガノ担当。年齢は19歳。誕生日は1月17日。身長は163cm。イラストレーターは石商。
井口 夏美（いのくち なつみ）
声 - 赤﨑千夏
ギフ担当。年齢は19歳。誕生日は8月10日。身長は164cm。イラストレーターはトモセシュンサク。
雲霧 蕾佳（くもきり らいか）
声 - 佐藤聡美
シズオカ担当。年齢は18歳。誕生日は5月8日。身長は150cm。イラストレーターは池咲ミサ。
蓬左 睦実（ほうさ むつみ）
声 - 釘宮理恵
アイチ担当。年齢は16歳。誕生日は5月30日。身長は157cm。イラストレーターは富岡二郎。

#### 近畿エリア
白鳳 うずめ（はくほう うずめ）
声 - 戸松遥
ミエ担当。年齢は15歳。誕生日は2月4日。身長は154cm。イラストレーターは天三月。
安土 閾（あづち ゐき）
声 - 内田真礼
シガ担当。年齢は18歳。誕生日は12月27日。身長は162cm。イラストレーターは緒方剛志。
二条 乃愛（にじょう のあ）
声 - 諏訪彩花
キョウト担当。年齢は14歳。誕生日は5月27日。身長は150cm。イラストレーターはヤス。
千早 音葉（ちはや おとは）
声 - M・A・O
オオサカ担当。年齢は14歳。誕生日は2月1日。身長は152cm。イラストレーターは藤真拓哉。
加里屋 久美子（かりや くみこ）
声 - 安済知佳
ヒョウゴ担当。年齢は20歳。誕生日は12月22日。身長は156cm。イラストレーターは緋色雪。
鷹取 八重（たかとり やえ）
声 - 高森奈津美
ナラ担当。年齢は16歳。誕生日は2月14日。身長は154cm。イラストレーターは藻。
虎伏 真央（とらふす まお）
声 - 徳井青空
ワカヤマ担当。年齢は18歳。誕生日は12月26日。身長は164cm。イラストレーターは浅見よう。

#### 中四国エリア
久松 慶（きゅうしょう けい）
声 - 野中藍
トットリ担当。年齢は15歳。誕生日は6月8日。身長は152cm。イラストレーターは兎塚エイジ。
石蕗 文（つわぶき ふみ）
声 - 田村ゆかり
シマネ担当。年齢は15歳。誕生日は2月27日。身長は153cm。イラストレーターは翠燕。
高梁 超（たかはし こゆる）
声 - 田村睦心
オカヤマ担当。年齢は17歳。誕生日は6月19日。身長は166cm。イラストレーターはカゲロウ。
在間 恵理（ざいま えり）
声 - 茅野愛衣
ヒロシマ担当。年齢は19歳。誕生日は9月13日。身長は166cm。イラストレーターは切符。
指月 天理（しづき てんり）
声 - 遠藤綾
ヤマグチ担当。年齢は17歳。誕生日は2月17日。身長は160cm。イラストレーターはかかげ。
渭山 明（いのやま あきら）
声 - 渕上舞
トクシマ担当。年齢は16歳。誕生日は5月28日。身長は155cm。イラストレーターは黒銀。
玉藻 小百合（たまも さゆり）
声 - 大西沙織
カガワ担当。年齢は17歳。誕生日は8月6日。身長は170cm。イラストレーターはあんべよしろう。
大洲 紀子（おおず きこ）
声 - 佐藤利奈
エヒメ担当。年齢は18歳。誕生日は5月2日。身長は155cm。イラストレーターは双羽純。
鷹 勇希（たか ゆうき）
声 - 小松未可子
コウチ担当。年齢は16歳。誕生日は11月11日。身長は166cm。イラストレーターは嵐月。

#### 南日本エリア
大野 芽衣（おおの めい）
声 - 上坂すみれ
フクオカ担当。年齢は14歳。誕生日は12月19日。身長は149cm。イラストレーターは閏月戈。
佐嘉 未央（さが みお）
声 - 豊崎愛生
サガ担当。年齢は17歳。誕生日は10月28日。身長は159cm。イラストレーターはnecomi。
高来 静香（たかき しずか）
声 - 能登麻美子
ナガサキ担当。年齢は17歳。誕生日は2月6日。身長は164cm。イラストレーターはCARNELIAN。
繊月 燕朱（せんげつ ゑんじゅ）
声 - 福原綾香
クマモト担当。年齢は18歳。誕生日は12月31日。身長は168cm。イラストレーターはKeG。
府内 尋（ふない ひろ）
声 - 金元寿子
オオイタ担当。年齢は14歳。誕生日は12月16日。身長は145cm。イラストレーターはたにはらなつき。
飫肥 萌（おび もえ）
声 - 東山奈央
ミヤザキ担当。年齢は17歳。誕生日は3月11日。身長は164cm。イラストレーターはこうましろ。
鶴丸 芹菜（つるまる せりな）
声 - 大久保瑠美
カゴシマ担当。年齢は17歳。誕生日は9月27日。身長は165cm。イラストレーターは鍋島テツヒロ。
今帰仁 スセリ（なきじん すせり）
声 - 沼倉愛美
オキナワ担当。年齢は15歳。誕生日は4月15日。身長は154cm。イラストレーターは有河サトル。

#### その他
声 - 小清水亜美、矢島晶子